# 경주 이차돈 순교비

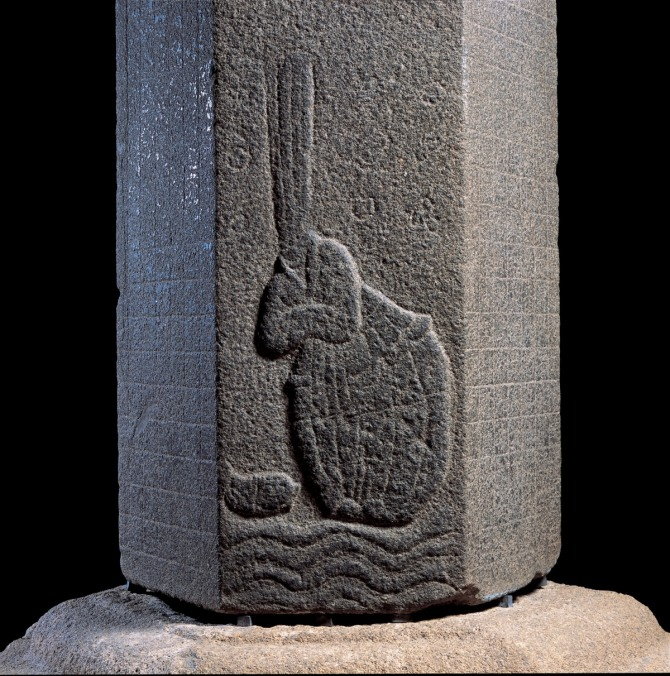
경주 백률사 터에 있었던 남북국시대 통일신라 시기의 이차돈 관련 기념비

경주 이차돈 순교비(慶州 異次頓 殉敎碑)는 대한민국 경상북도 경주시에 있는 석비(石碑)로 신라 법흥왕 14년(527년) 불교 공인을 위해 순교한 이차돈을 추모하고자 건립했다. 2014년 2월 3일 문화재청에서 국가지정문화재(보물)로 지정 예고하였다.
이 비의 건립연대는 명확하지 않지만, 삼국유사(三國遺事)』 「원종흥법(元宗興法)」과 원화첩(元和帖)에 따라 신라 헌덕왕 9~10년(817~818년)으로 추정된다.
현재 이차돈 순교비는 각각 별석으로 조성된 받침돌과 6면의 몸돌로 구성되어 있다. 몸돌 상단에 원기둥 형태의 촉이 돌출되어 있는 것으로 보아 원래 덮개돌이 있었던 것으로 보인다.
몸돌 제1면에는 이차돈의 순교 장면이 새겨져 있는데, 삼국사기(三國史記), 삼국유사, 해동고승전(海東高僧傳) 등에 전하는 것처럼 목에서 흰 피가 한 길이나 솟구치고 하늘에서는 꽃비가 내리며 땅이 진동하는 모습을 선명하게 돋을 새김하였다.
제2면에서 제6면은 가로와 세로로 교차하도록 평행 음각선을 그어 7행, 25칸의 정간(井間)을 치고 한 글자씩 음각하였다. 서체는 예서 (隸書)의 필의가 가미된 해서(楷書)이고, 찬자(撰者)와 서자(書者) 등은 알 수 없다.
이차돈 순교비는 신라 527년에 이루어진 불교 공인을 기록한 현존 최고의 1차 사료라는 점, 특히 제1면의 조각을 통해 신라의 복식사 및 조각사 연구에도 유용한 자료로서 가치가 높다고 판단된다.

## 기타
이차돈 공양탑(異次頓 供養塔), 이차돈 공양당(異次頓 供養幢), 백률사 석당(栢栗寺 石幢)이라고도 한다.